# Lota de Macedo Soares
Lota de Macedo Soares (Parijs, 16 maart 1910 - New York, 25 september 1967) was een bekende Braziliaanse architecte met als specialiteit landschapsarchitectuur, hoewel zij geen architectuur gestudeerd had.
Ze werd gevraagd voor het ontwerp van het Flamengopark of Parque do Flamengo in Rio de Janeiro, en superviseerde de aanleg van het park.
Ze had een relatie met de Amerikaanse dichteres Elizabeth Bishop van 1951 to 1967. Bishop wijdde tal van gedichten aan haar. Hun relatie wordt verteld in de film Flores Raras (in het Engels, Reaching for the Moon), die gebaseerd is op het boek Flores Raras e Banalíssimas (in het Engels, Rare and Commonplace Flowers).
In 1967 kwam Soares enkele dagen bij Bishop logeren in New York, nadat ze opgenomen was voor een zenuwinzinking. De dag van haar aankomst nam ze een overdosis kalmeringsmiddelen. Ze stierf enkele dagen later. Vermoedelijk lagen de problemen met haar werk en haar mislukte relatie met Elizabeth Bishop aan de basis van de overdosis. Haar relatie met Elizabeth Bishop en met de politicus Carlos Lacerda is dan ook het onderwerp van de film Reaching for the moon.
- Biblioteca Nacional de España: XX4900351
- Bibliothèque nationale de France: cb14445538h (data)
- Gemeinsame Normdatei: 141401869
- International Standard Name Identifier: 0000 0000 7891 0187
- Library of Congress Control Number: n95921293
- Nationale Bibliotheek van Israël: 987007458707805171
- Nederlandse Thesaurus van Auteursnamen: 246026243
- SNAC: w6vm8nhd
- Système universitaire de documentation: 06722251X
- Virtual International Authority File: 73112698
- WorldCat: E39PBJg4m8tV4W44fjV8TtHKVC